# Honky Tonkin'
 Honky Tonkin' è una canzone country del 1948, scritta e registrata da Hank Williams.  Nel 1982 figlio, Hank Williams Jr., ha inciso una sua versione che ebbe un discreto successo.

## Storia
Hank Williams ha inciso due versioni di "Honky Tonkin'". La prima era stata ricavata dalla sua seconda e ultima sessione di registrazione, del 13 febbraio 1947, per la Sterling Records  accompagnato da Tommy Jackson (violino), Dale "Smokey" Lohman (steel guitar), Zeke Turner (chitarra elettrica) e Louis Innis (basso). La canzone che, nella prima stesura di Williams, appariva con il titolo "Honkey-Tonkey", era stata scelta dal produttore Fred Rose come lato B di "Pan American".
Il brano ebbe un discreto successo; il produttore Rose rimase sorpreso e impressionato dal talento del giovane cantautore, così gli procurò un contratto con la MGM che fu finalizzato il 1 aprile 1947. Il 6 novembre 1947, Williams incise Honky Tonkin' al Castle Studio di Nashville, accompagnato al violino da Robert "Chubby" Wise, Jerry Byrd (steel guitar), Zeke Turner (chitarra solista), e probabilmente Louis Innis al basso e Owen Bradley o lo stesso Rose al piano. 
Rose acquistò tutti i singoli di "Honky Tonkin'", prodotti dalla Sterling il 17 maggio 1947, per duemila dollari e li vendette alla MGM.